# خوتا توروبینگسکا
خوتا توروبینگسکا (به لهستانی:  Huta Turobińska) یک روستا در لهستان است که در گمینا توروبین واقع شده‌است. خوتا توروبینگسکا ۲۸۱ نفر جمعیت دارد.